# ناحیه قطعه کریستالیزه‌شونده

یک پادتن که قطعاتش توسط پاپئین از هم جدا شده‌است: دو قطعهٔ Fab و یک قطعه Fc

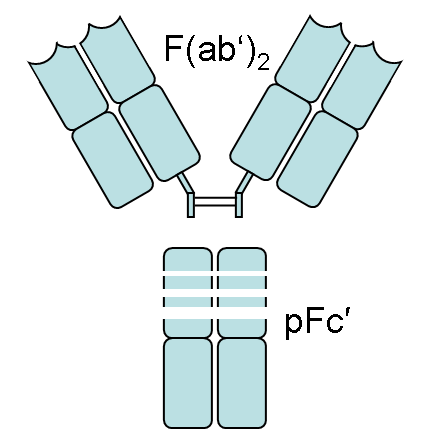
یک پادتن که قطعاتش توسط پپسین از هم جدا شده‌است: دو قطعهٔ F(ab')_{2} و یک قطعهٔ pFc'

ناحیه قطعه کریستالیزه‌شونده (انگلیسی: Fragment crystallizable region) یا ناحیهٔ Fc بخش انتهایی (دُمی) یک پادتن است که به گیرنده اف‌سی سطح سلول و برخی از پروتئین‌های سامانه کمپلمان متصل می‌شوند. این خاصیت به پادتن اجازه می‌دهد تا دستگاه ایمنی را فعال کند. در ایمونوگلوبولین جی، ایمونوگلوبولین اِی و ایمونوگلوبولین دی، ناحیهٔ Fc از دو قطعهٔ کاملاً مشابه تشکیل شده‌است که از دومِـین ثابت دوم و سوم بخش ثابت زنجیرهٔ سنگینِ پادتن نشأت می‌گیرد.
در ایمونوگلوبولین ام و ایمونوگلوبولین ئی، ناحیهٔ Fc حاوی ۳ دومِـین ثابت زنجیره سنگین (دومین‌های سی‌اچ ۲ تا ۴) در هر زنجیرهٔ پُلی‌پپتید است. در ایمونوگلوبولین‌های جی، ناحیهٔ Fc حاوی یک جایگاه ان-گلیکوزیلاسیون به‌شدت محافظت‌شده‌است. گلیکوزیلاسیون قطعهٔ Fc برای فعالیت‌های گیرندهٔ آن ضروری است.
یک قسمت دیگر پادتن موسوم به قطعه اتصالی به آنتی‌ژن (Fab) حاوی بخش‌های متغیر آن است که تعیین می‌کند یک پادتن به کدام هدف اختصاصی خود اتصال یابد. در مقایسه، ناحیهٔ Fc همهٔ انواع پادتن‌های هم‌خانواده در یک گونه، یکسان است.
ناحیهٔ Fc به گیرنده‌های مختلفی در سلول‌های گوناگون و همچنین برخی پروتئین‌های سامانه کمپلمان متصل می‌شود و در نتیجه اثرات فیزیولوژیک متفاوتی از پادتن را میانجی‌گری می‌کنند که از آن میان می‌توان به تشخیص ذرات اُپسونیزه‌شده، لیز سلولی، دگرانولیزه شدن ماست‌سل‌ها، بازوفیل‌ها و ائوزینوفیل‌ها و فرایندهای دیگر اشاره کرد.

## قطعه اف‌سی مهندسی‌شده
در حوزهٔ نوین درمان‌های مبتنی بر پادتن، ناحیهٔ Fc ایمونوگلوبولین‌ها را با مهندسی ژنتیک به گونه‌ای طراحی کرده‌اند تا حاوی جایگاه اتصال به آنتی‌ژن باشد. به این قطعهٔ مهندسی‌شده Fcab می‌گویند و می‌توان آنرا به‌طور کامل در بدنهٔ ایمونوگلوبولین به‌جای قطعهٔ Fc خودش جای داد و نوعی پادتن اختصاصی ایجاد کرد که هر دو بخش Fab و Fcab آن دارای جایگاه‌های اتصالی خاص هستند. به این پادتن‌ها گاهی mAb2 گفته می‌شود.